# Begonia morelii
Begonia morelii là một loài thực vật có hoa trong họ Thu hải đường. Loài này được Irmsch. ex Kareg. mô tả khoa học đầu tiên năm 1975.